# PlayStation Magazine
Pour les articles homonymes, voir PlayStation Magazine (homonymie).
PlayStation Magazine, puis PS one Magazine et PlayStation 2 Magazine, était un magazine mensuel français consacré aux jeux vidéo sur consoles PlayStation. La particularité de ce magazine était de proposer chaque mois un disque de démonstrations jouables et non-jouables (d'abord au format CD, puis DVD à partir du PlayStation 2 Magazine d'avril 2001).

## Historique
PlayStation Magazine est créé en décembre 1995 et édité par Hachette Disney Presse. Le magazine, à vocation « grand public », possède la licence officielle PlayStation. Il est tout d'abord bimestriel puis passe mensuel au numéro 12 (septembre 1997). Il compte 47 numéros et 13 hors-séries. Le « dernier » numéro de PlayStation Magazine sort en novembre 2000. À la suite de la sortie de la PS one et de la PlayStation 2 le magazine est remplacé par deux magazines distincts, : PS one Magazine, consacré exclusivement à la première PlayStation et qui comptera 7 numéros et 3 hors-séries et PlayStation 2 Magazine consacré aux jeux PlayStation 2 et à l'actualité DVD vidéo,. C'est ce dernier qui remplace officiellement PlayStation Magazine en conservant sa numérotation (à partir de 48) et son ISSN. Chacun des deux magazines a son propre « CD de démos ». L'équipe rédactionnelle des trois magazines travaille en parallèle sur Joypad jusqu'en 2003, année où PlayStation 2 Magazine passe entre les mains de Future France, qui lance une nouvelle formule du magazine en décembre 2003. PlayStation 2 Magazine est finalement arrêté en juin 2008, laissant la place à PlayStation - Le Magazine Officiel, créé en mars 2007 (premier numéro en avril) simultanément à la sortie de la PlayStation 3.
En termes de ventes, PlayStation Magazine est « leader de la presse spécialisée en France » avec parfois plus de 200 000 exemplaires vendus par mois,.

## Rédaction

### Période Hachette-Disney Presse (1995-2003)
Directeur de la rédaction
- Olivier Scamps

Rédacteurs en chef
- Jean-François Morisse
- François Donatien (a commencé collaborateur)
- François Tarrain (a commencé collaborateur, puis chef de rubrique)

Rédacteur en chef adjoint
- Nourdine Nini (a commencé collaborateur, puis rédacteur)

Secrétaires de rédaction
- Ivan Gaudé
- Patricia Nerre
- Viviane Fitas

Chef de rubrique
- Cécile Lando (a commencé secrétaire de rédaction)

Directeur artistique
- Alain Langlois

Collaborateurs réguliers
- Xavier Brun
- Julien Chièze
- Angel Davila
- Jérôme Darnaudet
- Christophe Delpierre (parfois sous le pseudonyme Dave Martinyuk[1])
- Stéphane Hébert
- Grégoire Hellot (parfois sous le pseudonyme Edouard Duchamp[10],[11])
- Julien Hubert
- Benjamin Janssens
- Sonia Jensen
- Pierre Le Pivain (Pi XX) (illustrateur)
- Nicolas Moulin
- Christophe Narbonne
- Karine Nitkiewicz
- Olivier Prézeau
- Johnny Piano
- Jean Santoni
- Michaël Sarfati
- Sébastien Hamon (sous le pseudonyme Vladimir Sebansky)
- Gregory Szriftgiser
- Kendy Ty

### Période Future (2003-2008)
Rédacteurs en chef
- Thierry Derouet
- Brice N'Guessan

Secrétaires de rédaction
- Bruno Levesque

Chefs de rubrique
- Karim Benmeziane
- Mathieu Dupont
- Vincent Gallopain (a commencé collaborateur)

Collaborateurs réguliers
- Denis Brusseaux
- Stéphane Buret
- Fabrice Colin
- Arnaud De Keyser
- Emmanuel Guillot
- Olivier Lehmann
- Raphaël Lucas
- Gianni Molinaro